# 父名
父名（英语：Patronymic）是姓名的一种。一个人的父名取自他的父亲。而取自母亲的名字则称作母名。

## 各种语言中的父名

### 東斯拉夫民族
根據東斯拉夫民族（包括俄羅斯人、烏克蘭人和白俄羅斯人）命名習慣，男子父稱通常以父名加后缀“-vich”或“-vič”（-维奇）的形式出现。例如在俄语中，假如有个名叫Ivan（伊万），父亲名叫Nikolay（尼古拉）的人，那么他就会被叫做“Ivan Nikolayevich”（伊万·尼古拉耶维奇），意为“伊万，尼古拉的儿子”（其中的“尼古拉耶维奇”（Nikolayevich）便是他的父名）。而女子父称通常加后缀“-yevna”（-耶夫娜）或“-ovna”（-奥夫娜）。如果父亲的名字是以元音结尾的，例如“Ilya”（伊里亚）或是“Foma”（伏马），那么对应的父名就会以“-ich”（-伊奇，男子的父名）或“-inichna”（-伊尼奇娜，女子的父名）结尾。在称呼中使用父名还可以显示两人关系的密切程度。俄罗斯人通常不仅仅称呼一个人的名，而是把名和父名一起称呼。譬如，俄罗斯人不会只叫某人“米哈伊尔”（Mikhail），而会加上他的父名，叫他“米哈伊尔·尼古拉耶维奇”（Mikhail Nikolayevich）或者“米哈伊尔·谢尔盖耶维奇”（Mikhail Sergeyevich）以示亲切。不过在一些非正式场合，如果用暱称来称呼某人，例如称米哈伊尔为“米沙”（Misha）的话，那么此时就不能加父名了。
後蘇聯國家的人，就算不屬於東斯拉夫人，在多年來俄化政策影響下，亦採取此命名方式。

### 斯堪的那维亚语支
在斯堪的那维亚语支的语言中，男子的父名加“-son”（“松”）结尾（丹麦语中是“-sen”（“森”）），用来表示“某人的儿子”的意思。而女子的父名后缀则是“-dotter”（“多特尔”）（冰岛语中是“-dóttir”（“多蒂尔”）），意为“某人的女儿”。在这些语言中，父名通常作为一个人的姓。不过为了区分重名的人，还会在名和父名后加别名（通常取自地点或本人的身份）。

### 荷兰语
荷兰语中，一個人自己的名做為首字，尚未有繼承固定姓氏的人，父名通常做為次字，或者有姓氏的人，放在名和姓之间。父名通常由父亲的名字加上后缀-szoon（荷蘭語發音：[-so:n]; [-ʃu:n]，常譯為“松”或兼意譯為“生”，也常有不了解荷語發音者譯為“斯宗”、“斯佐恩”，為（……的兒子）的意思）或-sdochter（“斯多赫特”，（……的女兒）的意思）。举例来说，阿贝尔·塔斯曼（Abel Tasman）的全名是“Abel Janszoon Tasman”（“阿贝尔·扬生·塔斯曼”），意为“阿贝尔，扬·塔斯曼（Jan Tasman）之子”；又如克瑙·西蒙斯多赫特·哈舍拉尔（Kenau Simonsdochter Hasselaer）的意思就是“克瑙，西蒙·哈舍拉尔（Simon Hasselaer）之女”。在书面语言中，这些后缀通常简写为「-sz.」或「-sdr.」（有代表縮寫的點，口語仍要完整念出-szoon或-sdochter），:120-121,註22例如Jeroen Cornelisz.的意思便是“Jeroen，Cornelis之子”。而后缀-x、-s（“-斯”），-se（“-瑟”）和-sen（“-森”）无论男孩女孩都可以通用。在某些子音字尾之後是以-en為後綴，例如「惠赫（Huyg，與“雨果”Hugo同源）的兒子」是為「惠更（Huygen）」。在尼德兰联合省（Dutch United Provinces ）时期，父名的使用相当常见。直至1795年法国入侵以及随后的1810年被法国合併以後，由于荷兰已成为法国的一个省，自1811年开始，占领当局宣布开始进行人口出生、死亡和婚姻注册。拿破仑一世命令荷兰人必须注册，而且要使用固定姓氏。很多荷兰人为了方便，便采用自己的父名作为姓氏，这就是爲何现代荷兰人中，有很多起源自父名的姓氏，如Jansen（扬森，扬（Jan）之子）、Pieterse（彼特瑟，彼得（Pieter）之子）和Willemsen（威廉森）等等。

### 苏格兰盖尔语
在苏格兰盖尔语中，常见的父名前缀则是“Mac”（麦克），例如“Mackenzie”（“麦肯齐”）就是“Kenneth（肯尼思）之子”的意思。（在很多源自盖尔语的语言中，前缀“Mac”也常常会写成“Mc”，通常高地语言常用“Mac”，而低地语言常用后者。）

### 罗马尼亚语
在罗马尼亚语里，常用的父名后缀则是“-escu”（“-斯库”）和“-eanu”（“亚努”）。姓氏Petrescu（彼得雷斯库）的意思就是“Petre（彼得，或佩特雷）之子”。现代常见的罗马尼亚姓氏大多来源于此。

### 亚美尼亚语
在亚美尼亚语当中，姓氏大多以“-ian”或者“-yan”（“-扬”）结尾，如“Jafarian”（“雅法良”）。大多亚美尼亚姓氏都是如此，不过这些已经早就不是真正的父名了。而居住在土耳其和俄罗斯的亚美尼亚人，也会入乡随俗，把姓氏的后缀换成当地人常用的“-oglu”（“-奥卢”）或“-ov”（“-奥夫”）。

### 亚拉姆语
而在亚拉姆语中，父名是以加前缀“bar-”（“巴-”）的形式出现的。所以在新约圣经马太福音中，使徒彼得有时会被叫做巴·约拿（Bar-jonah）。同样地，由于拿但业（Nathanael）是Tomlai的儿子，所以在圣经中有时会以巴多罗买（Bartholomew）称呼他。前缀“bar-”的用处还不仅仅局限于修饰父名：在使徒行传中，一个叫约瑟的人就有一个别名Barnabas，意为安慰者之子。希伯来语中的前缀“ben-”（“本-”）也有着以上的用法。

### 阿拉伯语
在阿拉伯语裡，“ibn”（“伊本”）和“bin”（“本”）是“某人之子”的意思，而相对的“bint”（“本特”）的意思是“某人之女”。因而，人名“Ali ibn Amr”（“阿里·伊本·阿姆尔”）的意思就是“阿里，阿姆尔之子”。此外，由于“Abu”（“阿布”）的意思是“某人之父”，所以阿姆尔也有一个别名“Abu Ali”（“阿布·阿里”，阿里之父）。而在中世纪，对一些出身不明的私生子，人们通常会称呼他们“ibn Abihi”（“伊本·阿比希”），意为“他父亲的儿子”（例如齐亚德·伊本·阿比希（Ziyad ibn Abihi）。）。又比如在古兰经裡，耶稣（阿拉伯语称之为尔撒（Isa））又被称为“Isa ibn Maryam”（“尔撒·伊本·麦尔彦”，麦尔彦即圣母玛利亚），不过这其实是一个母名，因为根据穆斯林的信仰，他在“生物学”意义上是没有父亲的。阿拉伯人的父名通常可以冗长到令人吃惊的程度，只要家谱上有记载的直系祖先和后代都可以作为父名加入某人的名字。例如伊本·赫勒敦（Ibn Khaldun）的全名就是阿卜杜·拉赫曼·伊本·穆罕默德·伊本·穆罕默德·伊本·穆罕默德·伊本·哈桑·伊本·穆罕默德·伊本·贾米尔·伊本·穆罕默德·伊本·易卜拉欣·伊本·阿卜杜·拉赫曼·伊本·赫勒敦（Abd ar-Rahman ibn Muhammad ibn Muhammad ibn Muhammad ibn al-Hasan ibn Muhammad ibn Jabir ibn Muhammad ibn Ibrahim ibn Abd ar-Rahman ibn Khaldun）。在个别阿拉伯国家，特别是沙特阿拉伯，依然沿袭着父名制度；不过，现在在阿拉伯世界的大多数国家，已经改用了家族固定姓氏的制度。同很多国家类似，新出现的固定姓氏也大多来自于他们原来的父名。

### 马来语
随着伊斯兰教和伊斯兰文化在东南亚的传播，信奉伊斯兰教的马来族也采用了与阿拉伯人类似的父名制度。在马来民间，用于连接本名和父亲的名字的词是“bin”（“本”，男子用）或“binti”（“本蒂”，女子用）。例如“Ahmad bin Fadzil”（“艾哈迈德·本·法济勒”）的意思就是“艾哈迈德，法济勒之子”，同样，“Aina binti Md. Daud”（“艾伊纳·本蒂·穆罕默德·达乌德”）的意思就是“艾伊纳，穆罕默德·达乌德之女”。而“ibni”（“伊本”，王族男子用）则是属于马来王族专用。bin/binti/ibni的連接詞制度祗限於穆斯林。
而馬來西亞的印度人（南印泰米爾人爲主）無姓，祗用父名者則會在正式場合使用"anak lelaki"（某某之子）或是"anak perempuan"（某某之女），對應英文的"son of"或"daughter of"，可簡寫爲"a/l"或"a/p"對應英文的"s/o"或"d/o"。

### 維吾爾語
受伊斯蘭教影響，維吾爾人也有以父名作姓的傳統，在中國境内並未受漢族影響有延續的姓氏，而此傳統延續至今。比如迪麗熱巴·迪力木拉提之父為迪力木拉提·艾拜杜拉。與很多有父名傳統的民族不同的是，維吾爾人的父名無任何例如abu、bin、ibn、Mac、son、vich、ian、escu、ov等虚詞或變格，而類似臺灣原住民，直接把父名原封不動放在名字後面。

### 臺灣原住民
傳統常見本名+父稱。莫那·魯道（Mona Rudo）父亲全名魯道·鹿黑（Rudo Luhe），長子達多·莫那（Tado Mona）。

### 其他
在很多地方，父名已經被固定的姓氏取代。不过在冰岛，至今还存有大量的父名以及母名现象，拥有固定姓氏的人很少。而现代英语、威尔士语、西班牙语以及斯堪的纳维亚语言中的姓氏都大多来源于父名，例如Wilson（威尔逊，威廉（William）之子）、Powell（鲍威尔，霍威尔（Howell）之子）、Fernández（费尔南德斯，费尔南多（Fernando）之子）、Johansson（约翰松，约翰（Johan）之子）、Eriksen（埃里克森，埃里克（Erik）之子）等等。挪威人在以前也一直使用父名，不过后来采用固定姓氏时，他们大多选择把父亲名字的最后一段作为自己、妻子和子女的姓氏。
父名现象大大增加了系谱学研究的难度。外来移民为了适应当地社会，常常会改而采用固定姓氏，19世纪及以前时代的家族研究都必须考虑这一因素。